# Opéra Bastille
Pour les articles homonymes, voir Bastille (homonymie) et Opéra de Paris.
Résidence
L'opéra Bastille est une salle d'opéra moderne située sur la place de la Bastille à Paris. Elle est conçue par Carlos Ott et inaugurée en 1989 à l'occasion des festivités du bicentenaire de la Révolution dans le cadre des grands travaux pour Paris. Avec l'opéra Garnier, elle est l'une des deux salles constituant l'Opéra de Paris, institution publique française dont la mission est de mettre en œuvre la représentation de spectacles lyriques ou de ballet, de haute qualité artistique.
Avec ses 2 745 places assises, la grande salle de l'opéra Bastille est l’une des plus importantes au monde en termes de capacité. En comparaison, le Concert Hall de l'opéra de Sydney peut accueillir 2 679 personnes assises et le théâtre Bolchoï de Moscou peut en accueillir 1 720. Elle correspond aussi à plus de deux tiers du Metropolitan Opera de New York qui comporte 3 800 places.

## Historique

### Décision de la construction

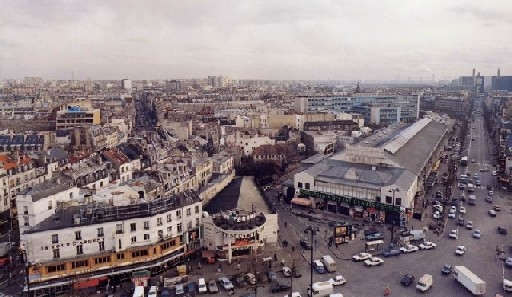
L'ancienne gare de Paris-Bastille, située à la place du bâtiment de l'opéra, fermée en 1969 et démolie en 1984.

Le président François Mitterrand décide en 1982, sur proposition de son ministre de la Culture Jack Lang, la construction d'un nouvel opéra dans Paris, considérant l'opéra Garnier trop petit en jauge et dépassé en matière technique. Il veut un opéra « moderne et populaire ». Pour les besoins de l'époque, est créé en 1983 l'Établissement Public Opéra-Bastille (EPOB).
L’emplacement de l'ancienne gare de Paris-Bastille, située sur la place entre la rue de Lyon et la rue de Charenton, est choisi. Ouverte en 1859, elle avait fermé définitivement en décembre 1969 pour permettre l'intégration de la ligne de Vincennes au RER A. Elle servait depuis de hall d'exposition temporaire. La gare est démolie en 1984 pour permettre les travaux. Le viaduc est conservé et devient pour sa part la coulée verte René-Dumont.

### Concours d'architecture
Un concours pour désigner l’architecte de ce nouvel opéra est lancé en 1983. 1 700 cabinets d'architecte du monde entier y participent. C'est Carlos Ott, un architecte uruguayen et canadien, qui remporte le concours le 17 novembre 1983.

### Débuts de l'opéra
L'opéra Bastille est inauguré le 13 juillet 1989 pour les festivités du bicentenaire de la prise de la Bastille, avec un spectacle mis en scène par Bob Wilson, La Nuit avant le jour. Plus d'une trentaine de chefs d’état ou de gouvernement, dont le président des États-Unis George H.W. Bush, les Premiers ministres britannique Margaret Thatcher, canadien Brian Mulroney et indien Rajiv Gandhi, assistent à la représentation .
Les représentations régulières ne débutent que le 17 mars 1990, avec Les Troyens de Berlioz.
En 1993, l’Établissement Public Opéra-Bastille (EPOB) est dissous. L’année suivante, l’Opéra Bastille devient Opéra de Paris et devient un établissement public à caractère industriel et commercial (EPIC). Les premières années de fonctionnement de la salle ont été marquées par des difficultés persistantes dans la gestion automatisée de la machinerie scénique, défaut fréquent des nouveaux théâtres qui a cependant occasionné plusieurs scandales à Paris. Des travaux réalisés sans fermeture du théâtre ont permis de parvenir à un fonctionnement satisfaisant de l’ensemble de l’équipement.

### Détérioration de la façade

L'opéra Bastille, derrière la colonne de Juillet, vu de la rue Saint-Antoine.

L’État a par ailleurs engagé un procès pour malfaçon en 1991 contre les entrepreneurs en raison de la dégradation très rapide de la façade du bâtiment. Une dalle était tombée en 1990 et avait nécessité la pose de 5 000 m2 de filets de sécurité pour 530 000 euros. Une polémique, de nombreux audits et études vont faire durer pendant de nombreuses années la détermination des torts, la part des assureurs et les montants financiers d’autant plus que les études vont révéler de nouveaux problèmes. Cependant la seule pierre qui soit tombée était collée et non attachée. L’urgence de la livraison pour être prêt pour le bicentenaire de la révolution a conduit à des raccourcis coûteux pour la suite. L’État va finalement gagner ce long procès en 2007 : les constructeurs ont été condamnés à payer neuf millions d’euros pour le remplacement des 36 000 dalles en pierre calcaire de 90 cm × 90 cm. Les études ayant été faites en 2005-2006, les travaux ont pu commencer durant l’été 2007 et ont duré 2 ans.
Avec la vétusté due au temps, les besoins du bâtiment pour les mises aux normes, notamment incendie, sont évalués à hauteur de 12 millions d’euros sur cinq ans jusqu'en 2011 selon un rapport d'information sénatorial.

### Vétusteté du bâtiment
Dans un rapport d’octobre 2024, la Cour des comptes met en avant la vétusté de la structure, pointant des problèmes d’étanchéité, de machinerie, de consommation énergétique (2700 tubes fluorescents) et d’infrastructures techniques. En 2025, la presse mentionne le fait que l’Opéra Bastille devra fermer deux ans, de 2030 à 2032, pour des travaux de rénovation évalués à 400 millions d’euros, en raison de risques d’effondrement. Selon la ministre de la Culture Rachida Dati, la scène est susceptible de « s’écrouler ». Ce chantier de rénovation représentera plus de la moitié du coût de construction initial (784 millions d’euros actuels).

## Localisation

### Environnement immédiat
Au nord, l'entrée principale de l'Opéra regarde la place de la Bastille, et la Colonne de Juillet placée en son centre.
À l'opposé, la face sud est en continuité avec l'hôpital ophtalmologique des Quinze-Vingts.
À l'ouest, l'opéra donne sur la rue de Lyon, qui diverge progressivement du Bassin de l'Arsenal vers le sud.
À l'est, enfin, le bâtiment jouxte la rue de Charenton, ici à sens unique.

### Terrain
Le terrain disponible, d'une surface de 2,5 hectares, a la forme d'un quadrilatère, orienté selon un axe Sud-est —Nord-ouest.
Avant la construction de l'opéra, 3 bâtiments l'occupaient :
- La gare de la Bastille,
- Un édifice abritant un restaurant de la Tour d'Argent, déjà présent au moment de la démolition de la forteresse de la Bastille[11],
- Le cinéma Paramount (donnant sur la place de la Bastille et accolé à la Tour d'Argent)[11].

Des trois constructions, seule la deuxième a été conservée. Elle abrite aujourd'hui un studio de l'opéra, et un restaurant, Les Grandes Marches.

## Description

### Architecture
Le bâtiment, d'une surface totale de 160 000 m2, fait 80 mètres de haut, dont 50 mètres au-dessus du sol et 30 mètres en sous-sol.

### Salle principale
La salle principale de l'opéra comporte 2 745 places. Elle mesure 20 m de haut, 32 m de profondeur et 40 m de large. Parmi les matériaux, on compte du granit bleu provenant de Lanhélin en Bretagne et du bois de poirier provenant de Chine. Le plafond lumineux est en verre. La fosse d'orchestre peut contenir jusqu'à 130 musiciens. Elle peut également être couverte.

Sa scène, une des plus modernes au monde, mesure 45 mètres de haut, 30 mètres de large et 25 mètres de profondeur. Elle comporte 9 élévateurs permettant de créer plusieurs niveaux. Elle est posée sur 3 élévateurs principaux, qui lui permettent de descendre jusqu'au plateau d'arrière-scène inférieur situé au sixième sous-sol.

Foyer panoramique
Grande salle, côté balcons
Grande salle, côté scène
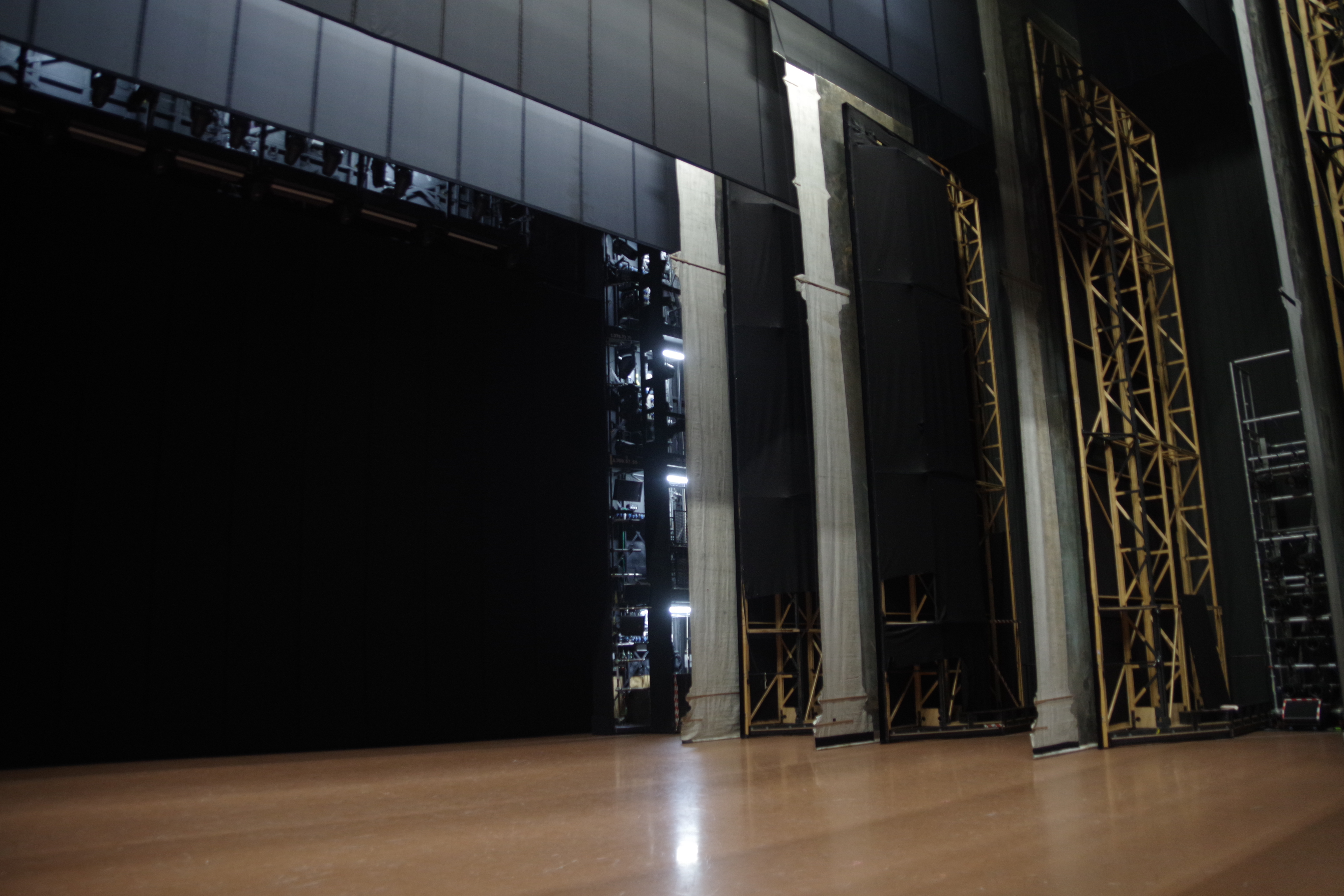
Scène

Deux plateaux d'arrière scène sont disposés derrière la scène :
- Le plateau principal est situé au même niveau que la scène (1er étage)[1]. Il comprend un large plateau tournant situé derrière la scène, 4 espaces de stockage aux mêmes dimensions que la scène et la scène de répétition Gounod. Cette scène de répétition a les mêmes dimensions que la scène principale et dispose d'une fosse d'orchestre, de sorte qu'on peut y installer un décor complet et qu'il est possible d'y répéter dans les mêmes conditions que sur la scène principale le jour de la représentation. En outre elle est séparée du reste du plateau par un épais volet assurant l'isolation acoustique de sorte qu'il est possible d'organiser une répétition pendant que se déroule une représentation sans perturber cette dernière.
- Le plateau inférieur est situé au 6e dessous (6e sous-sol). Il comprend également un large plateau tournant et 4 espaces de stockage aux mêmes dimensions que la scène, ainsi que des espaces de stockage supplémentaires.

Ces deux niveaux sont reliés par un grand monte-charge, et par le plateau scénique qui peut monter et descendre entre le 1er étage et le 6e dessous. Sur chaque niveau, un système de rails et de chariots motorisés permet le déplacement des décors.

Espace arrière scène
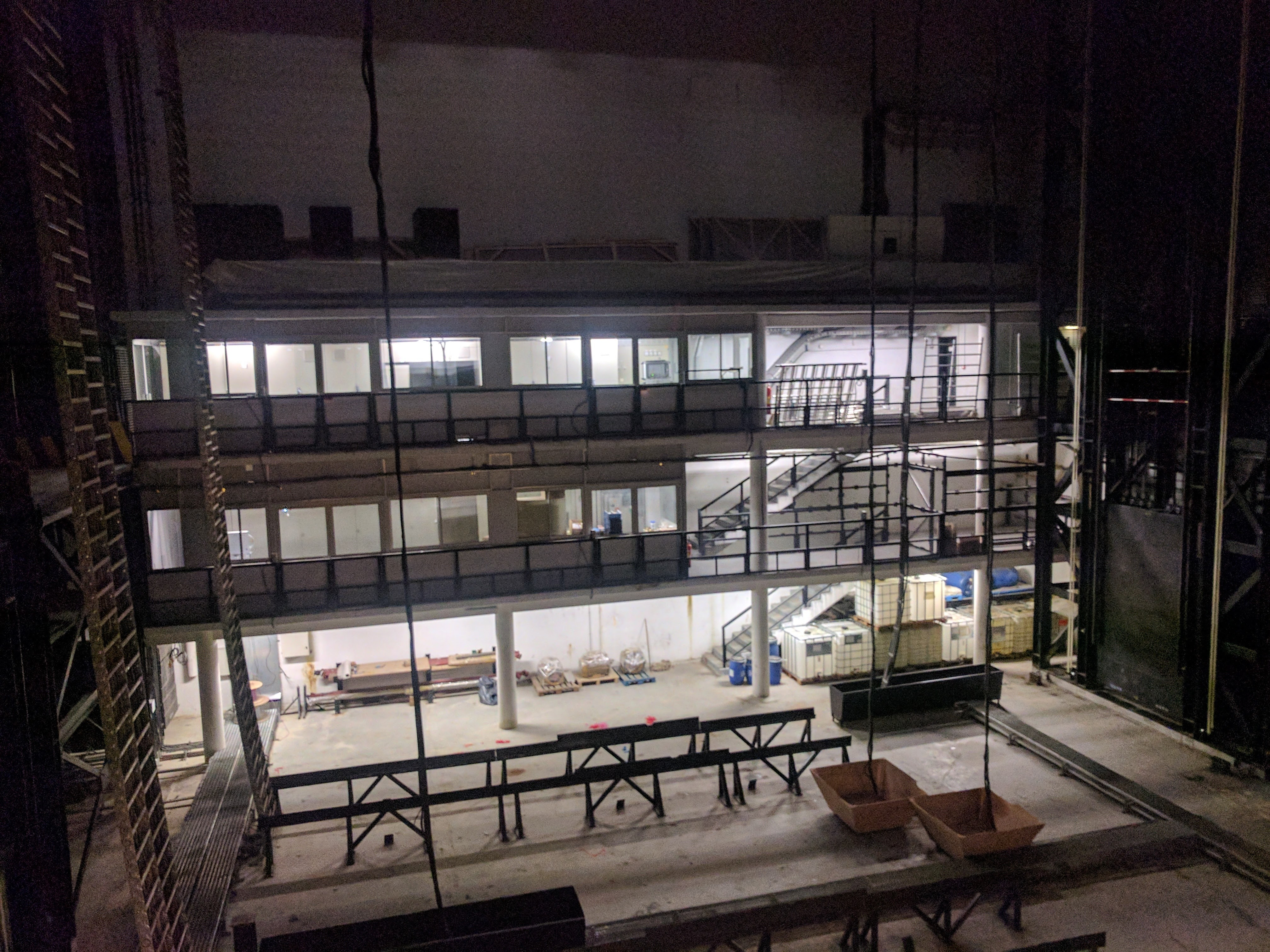
Espace sous le plateau scénique
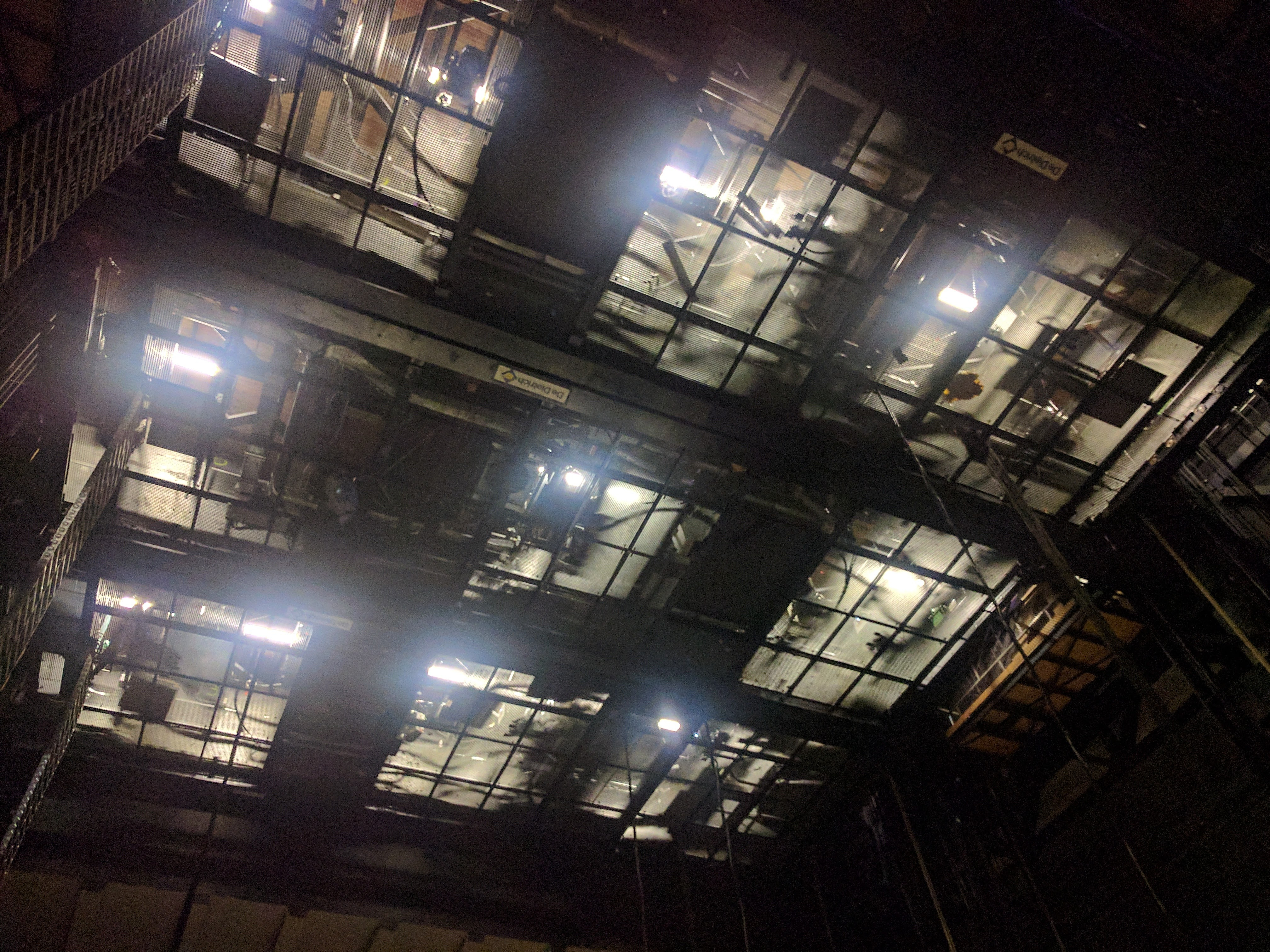
Vue de dessous du plateau scénique
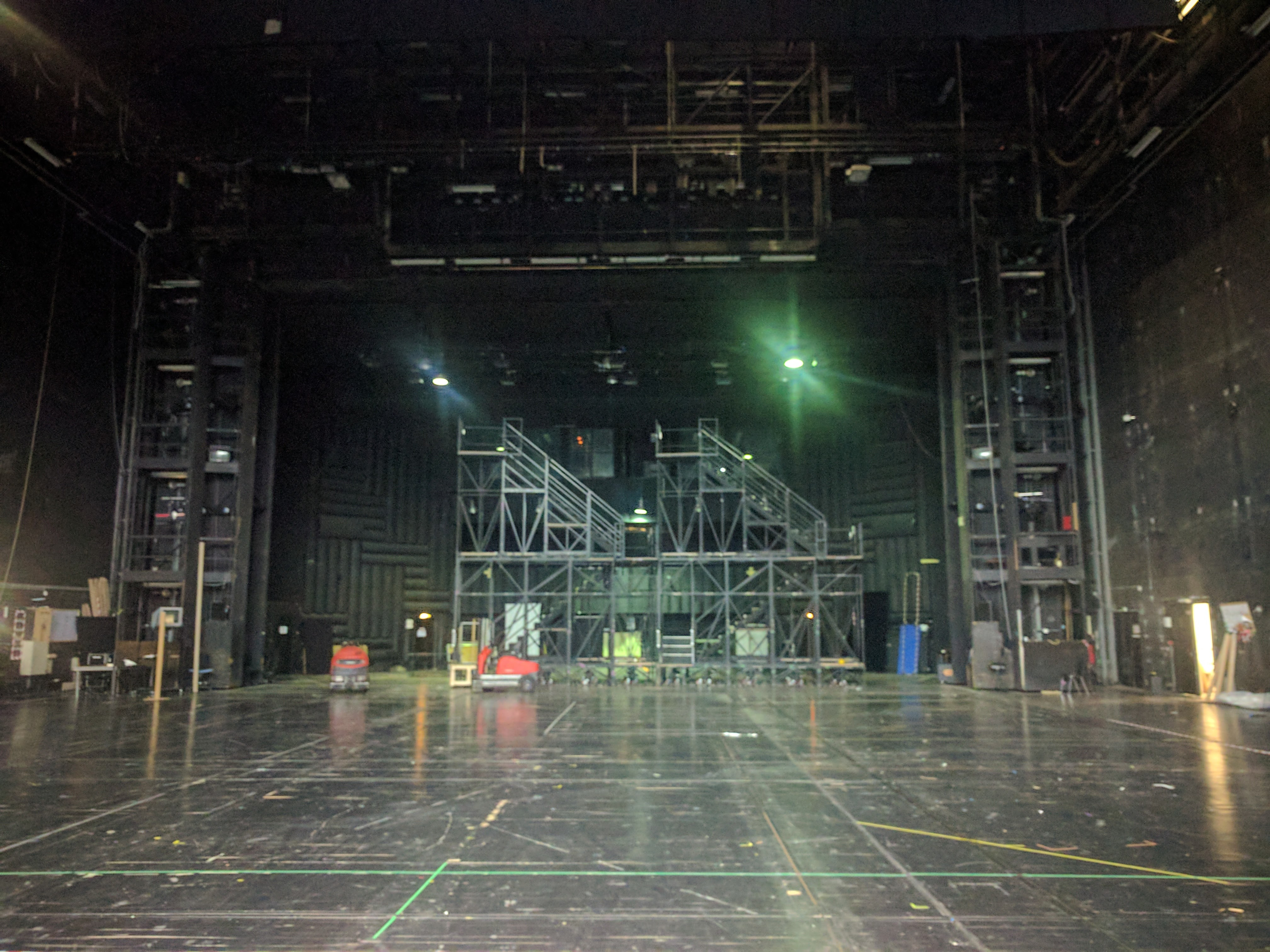
Salle de répétition (arrière-scène 1er étage)
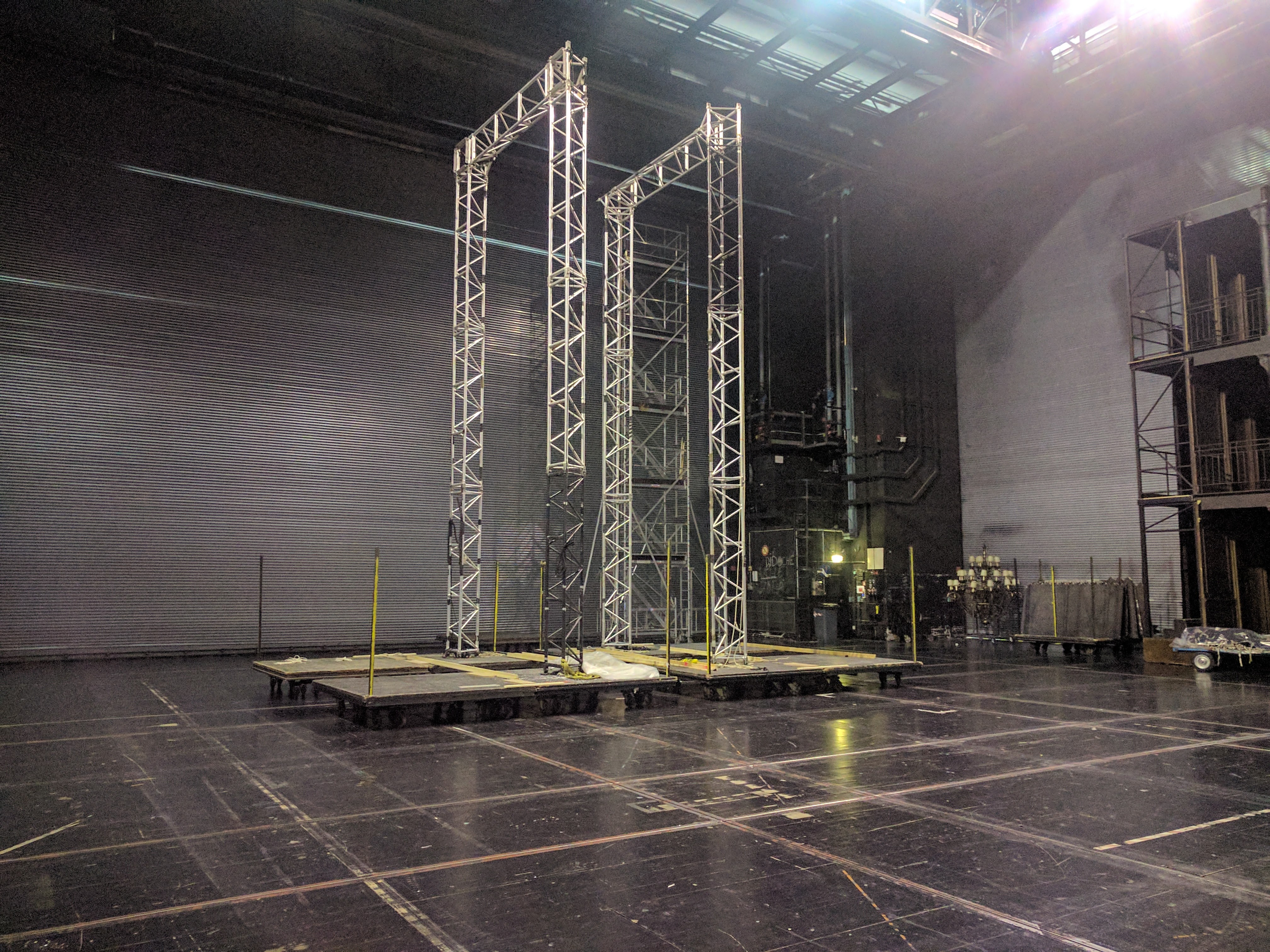
Plateau arrière scène (1er étage)
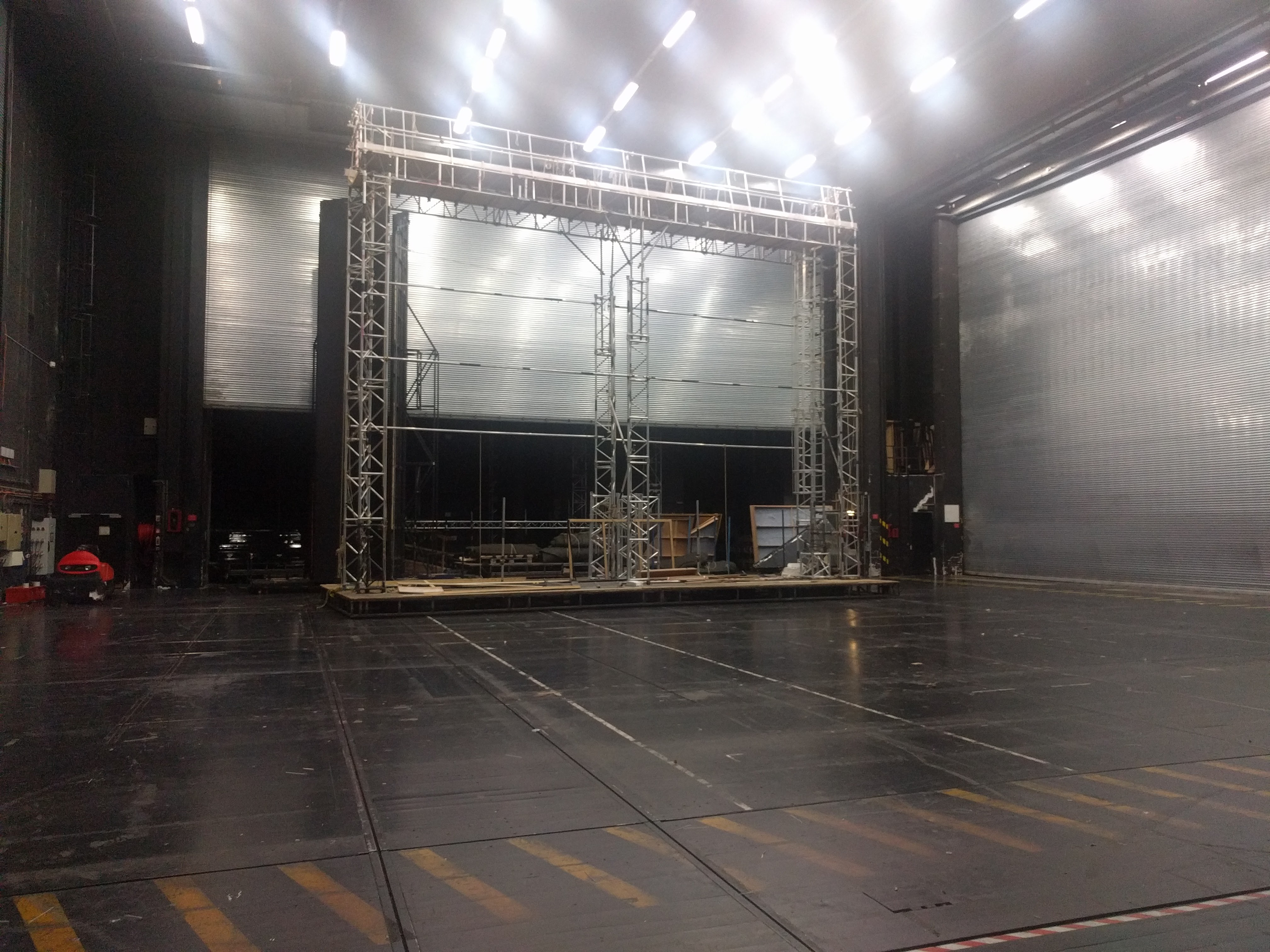
Plateau arrière scène (1er étage)
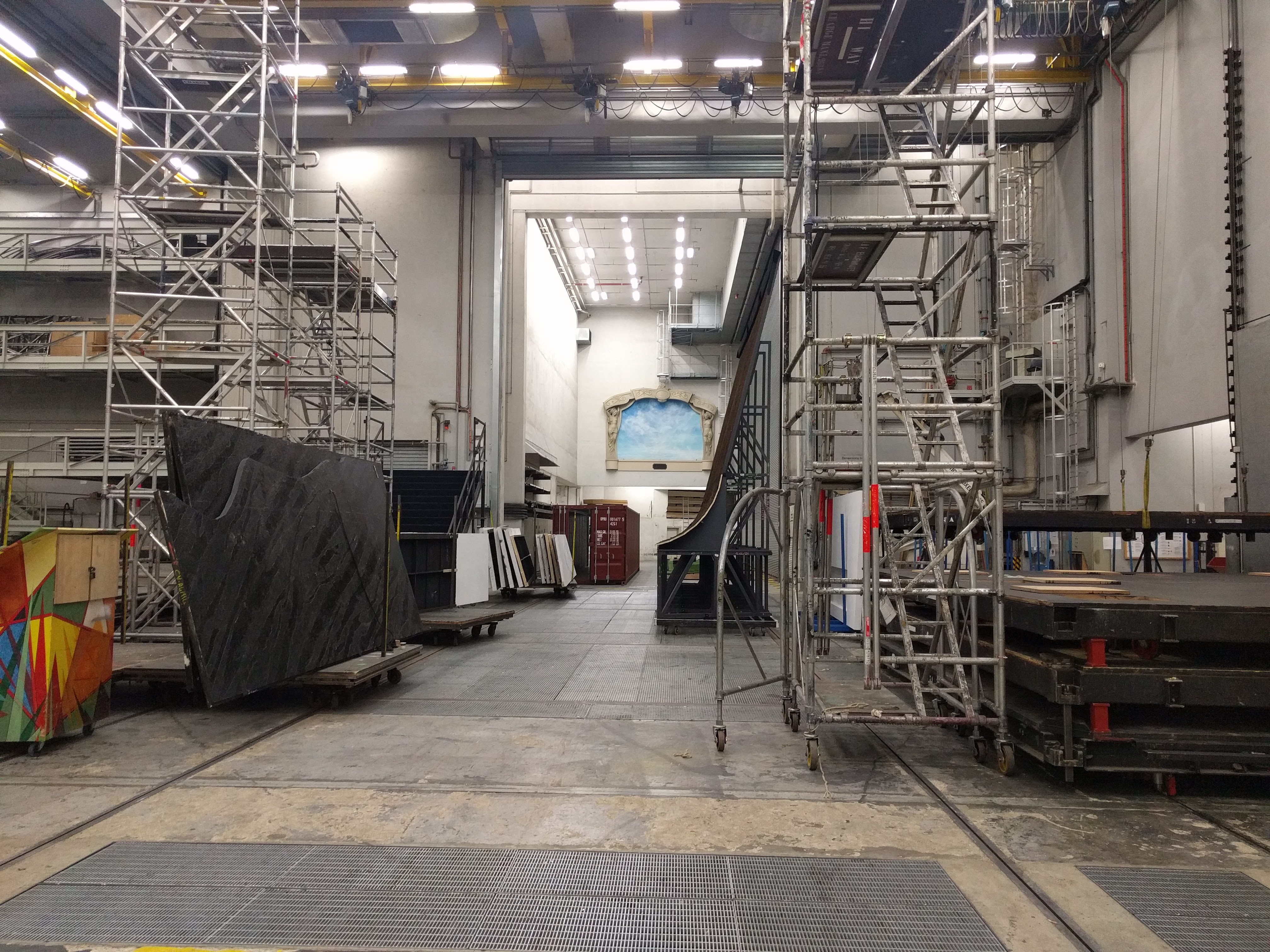
Plateau arrière-scène au 6e dessous
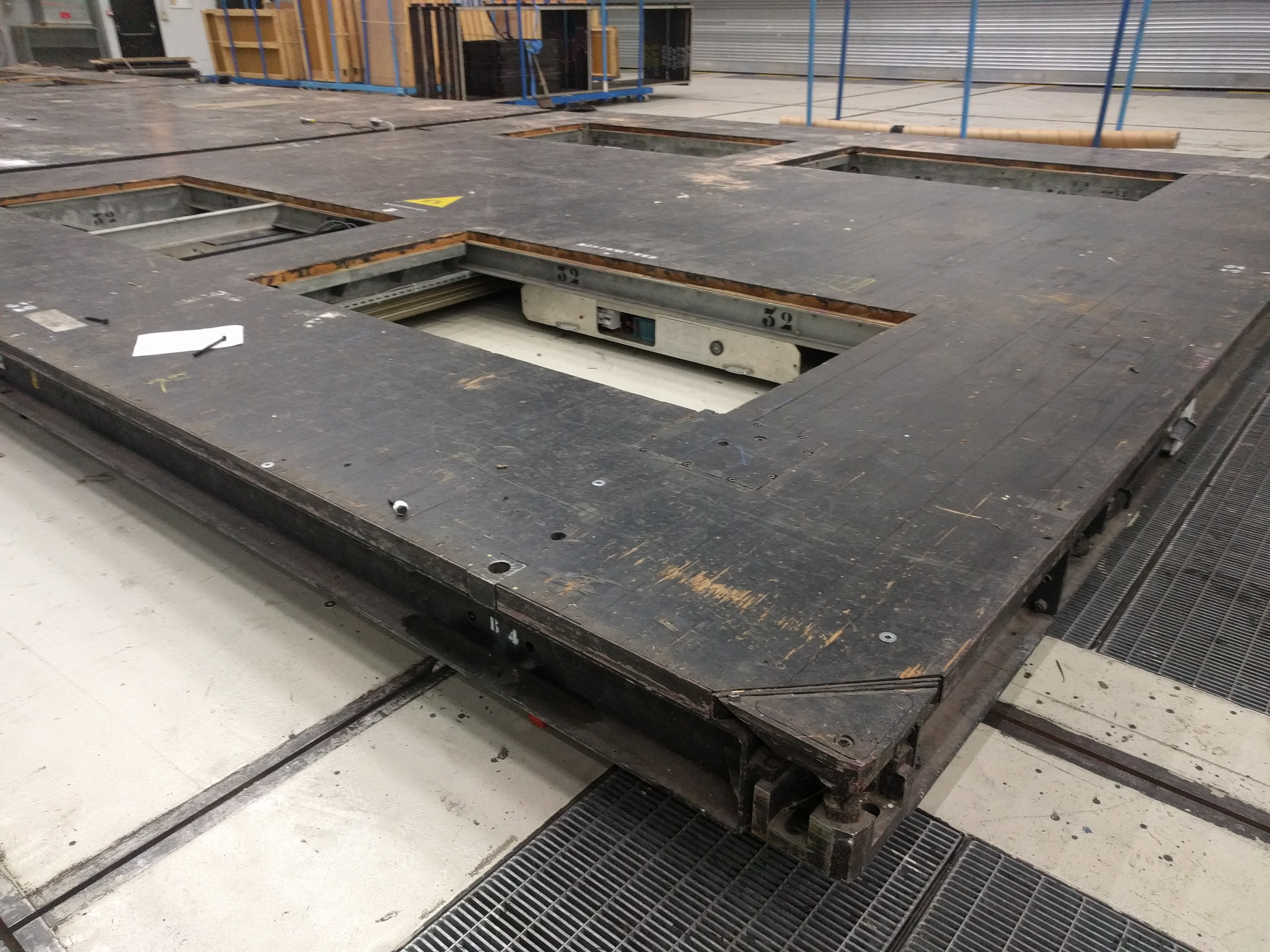
Chariots et rails pour la manutention des décors
Plan du 6e dessous

### Salles annexes
L'opéra comporte deux salles annexes :
- Un amphithéâtre de 500 places situé sous la salle principale,
- Un studio de 237 places situé dans le bâtiment annexe.

Un emplacement de 1 400 m2 a été réservé à la construction pour une salle modulable dite salle Liebermann. Cet espace a été utilisé comme salle de répétition pour l'orchestre puis mis à la disposition de la Comédie-Française en 2013. L'emplacement existe dès l'origine mais les travaux sont continuellement reportés. En 2016, l'Opéra de Paris obtient 60 millions d'euros pour la construction de la salle modulable destinée aux répétitions, pouvant aussi accueillir 800 spectateurs, devant ouvrir en 2022-2023. De plus un nouveau lieu de stockage et de construction des décors doit être construit sur le « terrain des délaissés », une zone laissée en jachère entre l'opéra et le viaduc des arts. Le projet de nouvelle salle est cependant suspendu en 2021, pour des raisons financières. L'espace libéré à cette occasion aux ateliers Berthier, où l'Opéra disposait d'une salle de répétition, d'un atelier pour les peintures de grand format, de stockages pour les costumes et accessoires et d’une zone de réparation de décors, doit permettre de créer une Cité du théâtre, à l'image de la Cité de la musique du parc de la Villette,,. Le projet de cité du théâtre est cependant abandonné en 2023 par le ministère de la culture. Depuis 2022, la salle modulable est occupée par le Grand Palais Immersif, dévolu à la présentation d'expositions numériques et géré par la RMN-Grand Palais.

## Organisation
L'organisation du travail du plateau technique est de type « projet », autrement dit, il est organisé en fonction d'objectifs de spectacles bien précis. Les équipes techniques sont structurées par spectacle, depuis la création jusqu'au stockage des décors et costumes.
L'exhaustivité des métiers représentés à l'opéra contribue à un nombre important d'équipes, et donc d'employés, soit environ 50 corps représentés dans une seule structure.

## Financement
Le coût de fonctionnement de l'opéra Bastille a été de 122 millions d’euros en 2015, financés à 48 % par des subventions publiques, le reste provenant de la billetterie des spectacles, de la location des salles, du mécénat.
En 2023, en dépit d'un taux de remplissage de 92 %, chaque billet est subventionné par l’État à hauteur de 123 euros. L’État contribue ainsi au budget de l'établissement pour 199,8 millions d’euros.

## Remarques
On écrit le mot « opéra », sans majuscule initiale lorsque ce mot désigne le bâtiment et non la compagnie et qu'il est suivi d'un nom spécifique, comme dans « l'opéra Bastille » ou « l'opéra de Paris » (à l'époque où ce bâtiment était seul dans Paris) ; néanmoins pour désigner le bâtiment public (et pas seulement la construction), on peut aussi écrire « l'Opéra » (sans rien derrière) lorsqu'il est implicite qu'on parle de ce bâtiment précis. Ces choix sont des conventions typographiques concernant les monuments et bâtiments publics, issues pour l’essentiel d’ouvrages spécialisés en la matière, comme p. ex. le Lexique.